# 东二十里铺墓群
东二十里铺墓群，位于中国甘肃省临洮县，为一个省级文物保护单位，类型为古墓葬。
东二十里铺墓群的历史年代为汉代。